# Leptogenys vitiensis
Leptogenys vitiensis es una especie de hormiga del género Leptogenys, subfamilia Ponerinae.

## Taxonomía
Esta especie fue descrita científicamente por Mann en 1921.